# Edgar Bergen
Edgar John Bergen, all'anagrafe Edgar John Berggren (Chicago, 16 febbraio 1903 – Paradise, 30 settembre 1978), è stato un attore e conduttore radiofonico statunitense, meglio conosciuto come ventriloquo.
Era il padre dell'attrice Candice Bergen.

## Biografia
Nacque a Chicago, figlio di Nilla Svensdotter Osberg e Johan Berggren, immigrati svedesi. Cresciuto a Decatur, nel Michigan, quando aveva 11 anni imparò la tecnica del ventriloquio da un opuscolo. All'età di 16 anni tornò a Chicago, dove frequentò la Lake View High School e lavorò in un film muto. La sua prima esibizione pubblica ebbe luogo alla Waveland Avenue Congregational Church, che si trovava all'angolo nord-est di Waveland e Janssen.
Dopo le prime apparizioni, cambiò legalmente il proprio cognome in "Bergen", di più facile pronuncia. Raggiunse la fama lavorando in radio con il suo inseparabile amico marionetta, chiamato Charlie McCarthy. In occasione di una festa a New York in onore di Noël Coward, Bergen e Charlie furono notati da Elsa Maxwell, che li raccomandò per un ingaggio al famoso Rainbow Room.
Oltre al suo lavoro come ventriloquo, Bergen partecipò come attore ad alcuni film (tra cui Bongo e i tre avventurieri del 1947) e fu un creatore di fumetti. Creò le strisce a fumetti Mortimer & Charlie, che vennero stampate sui giornali dal luglio 1939 al maggio 1940, illustrate prima da Ben Batsford e poi da Carl Buettner.

## Filmografia parziale

### Cinema
- The Office Scandal (1930)
- Follie di Hollywood (The Goldwyn Follies), regia di George Marshall (1938)
- L'ultima recita (Letter of Introduction), regia di John M. Stahl (1938)
- La taverna delle stelle (Stage Door Canteen), regia di Frank Borzage (1943)
- È fuggita una stella (Song of the Open Road), regia di S. Sylvan Simon (1944)
- Bongo e i tre avventurieri (Fun & Fancy Free), regia di Homer Brightman (1947) - voce
- Mamma ti ricordo (I Remember Mama), regia di George Stevens (1948)
- Capitan Cina (Captain China), regia di Lewis R. Foster (1950)
- Piano, piano non t'agitare! (Don't Make Waves), regia di Alexander Mackendrick (1967)
- Gioco d'azzardo (Rogue's Gallery), regia di Leonard Horn (1968)
- Won Ton Ton, il cane che salvò Hollywood (Won Ton Ton: The Dog Who Saved Hollywood), regia di Michael Winner (1976)
- Ecco il film dei Muppet (The Muppet Movie), regia di James Frawley (1979) - cameo

### Televisione
- June Allyson Show (The DuPont Show with June Allyson) – serie TV, episodio 1x18 (1960)
- The Dick Powell Show – serie TV, 3 episodi (1961-1962)
- The Greatest Show on Earth - serie TV, episodio 1x29 (1964)
- La legge di Burke (Burke's Law) – serie TV, episodi 1x17-2x07-2x20 (1964-1965)
- Muppet Show - serie TV, episodio 2x07 (1976-1981)

## Spettacoli teatrali
- Ziegfeld Follies of 1936 (Broadway, 1936)

## Doppiatori italiani
- Michele Malaspina in Bongo e i tre avventurieri
- Corrado Gaipa in Piano piano non t'agitare
- Mario Milita in Muppet Show

Da doppiatore è sostituito da:
- Fiorenzo Fiorentini e Giusi Raspani Dandolo in Bongo e i tre avventurieri[1]